# USS Ranger (CV-4)

«Рейнджер» (англ. USS Ranger (CV-4) — американський авіаносець типу «Рейнджер», єдиний представник своєї серії. Закладений 26 вересня 1931 року і вступив у стрій 4 червня 1934-го, ставши десятим кораблем ВМС США, що отримав цю назву. Брав активну участь у Другій світовій війні. 18 жовтня 1946-го був виведений зі складу флоту і наступного року проданий приватній компанії для розбирання на метал.

## Історія створення
Перший американський корабель, від початку спроєктований як авіаносець. Проєкт був розроблений за відсутності досвіду експлуатації палубної авіації. Невеликі розміри корабля були викликані бажанням побудувати максимальну кількість авіаносців в рамках ліміту водотоннажності за Вашингтонським морським договором. Незважаючи на це, проєкт містив декілька перспективних рішень, які стали стандартними для наступних, більших та швидкісніших авіаносців типу «Йорктаун».

## Конструкція

### Корпус

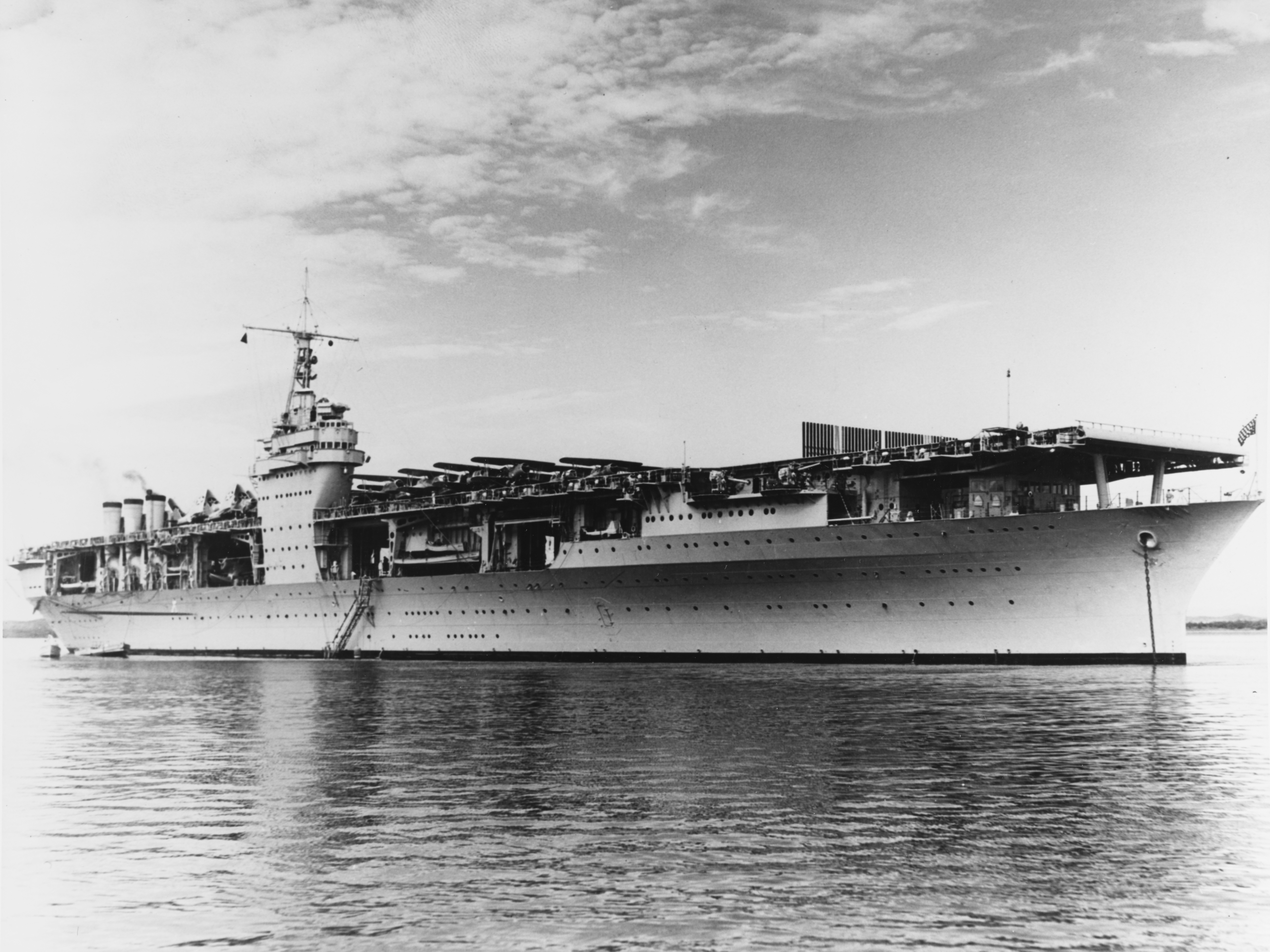
Авіаносець «Рейнджер» на рейді. 1939 рік

Початково авіаносець проєктувався як гладкопалубний корабель без острова. Проте в процесі будівництва корабель отримав зсунуту до правого борту острівну надбудову, де розташовувались місток, пункт управління вогнем та командно-диспетчерський пункт палубної авіації. Характерною особливістю авіаносця стала наявність шести відкидних димових труб, розташованих ближче до корми, по три з кожного боку. Залежно від напрямку вітру димові гази направлялись наліво або направо, причому при посадці літаків труби могли приймати горизонтальне положення.
Відкритий ангар «Рейнджера» (168 х 19,8 м) поділявся на три секції і вміщав 76 літаків. Його висота складала 5,77 м. Політна палуба розміров 216,1×26,2 м була обладнана двома літакопідйомниками, шістьма аерофінішерами та одним аварійним бар'єром. У 1943 році довжину політної палуби збільшили до 228,6 м, а також встановили гідропневматичну катапульту Н-II. З її допомогою літаки масою 3200 кг могли стартувати зі швидкістю 112 км/г. Новинкою стали довгі галереї вздовж політної палуби.

### Озброєння
Найсерйознішим недоліком «Рейнджера», що витікав з обмеження його габаритів та водотоннажності, була слабкість зенітного озброєння та відсутність протиторпедного захисту. В 1943 році планувалось обладнати корабель булями, але від цієї ідеї відмовились через неминуче зниження швидкості.
Бронювання включало в себе дюймову палубу над ангаром та дводюймовий коробчатий захист погребів боєзапасу.
Артилерійське озброєння на момент вводу в стрій складалось всього з 8 127-мм гармат, розташованих по двоє в кутах палуби, в спонсонах на спеціальних галереях. Пізніше до них додались 40 12,7-мм кулеметів.
У вересні 1941 року під час переобладнання у Норфолку кількість кулеметів зменшили до 24, а на звільнене місце встановили 6 чотириствольних 40-мм «Бофорсів» та 30 20-мм
«Ерліконів». Одночасно замінили систему управління вогнем, встановили радари SP і SC-2. Проте навіть зі всіма цими доповненнями зенітне озброєння авіаносця виглядало недостатнім. проте, з іншого боку, подібне озброєння виявилось на межі допустимої остійності. В січні 1943 року число стволів 40-мм автоматів довели до 48, але у вітряну погоду корабель показав таку небезпечну хиткість, що 6 установок (24 стволи) довелось негайно демонтувати.

### Силова установка
За початковим проєктом «Рейнджер» мав отримати турбоелектричну силову установку, проте внаслідок обмежених розмірів корпуса встановили більш компактні парові турбіни.
На випробуваннях корабель досяг швидкості 29,2 вузлів.

### Загальна характеристика проєкту
В цілому «Рейнджер» виявився невдалим авіаносцем. Малі розміри та нераціональне розташування ліфтів на політній палубі сильно сповільнювали процес випуску та приймання літаків. До цього можна додати недостатню мореплавність, понижену остійність та відсутність протиторпедного захисту. Все це обмежувало його застосування під час Другої світової війни. В 1943 році обговорювались проєкти його кардинальної перебудови з метою підвищення боєздатності. Але в умовах дефіциту часу та виробничих потужностей ці проєкти так і залишились на папері.

## Історія використання

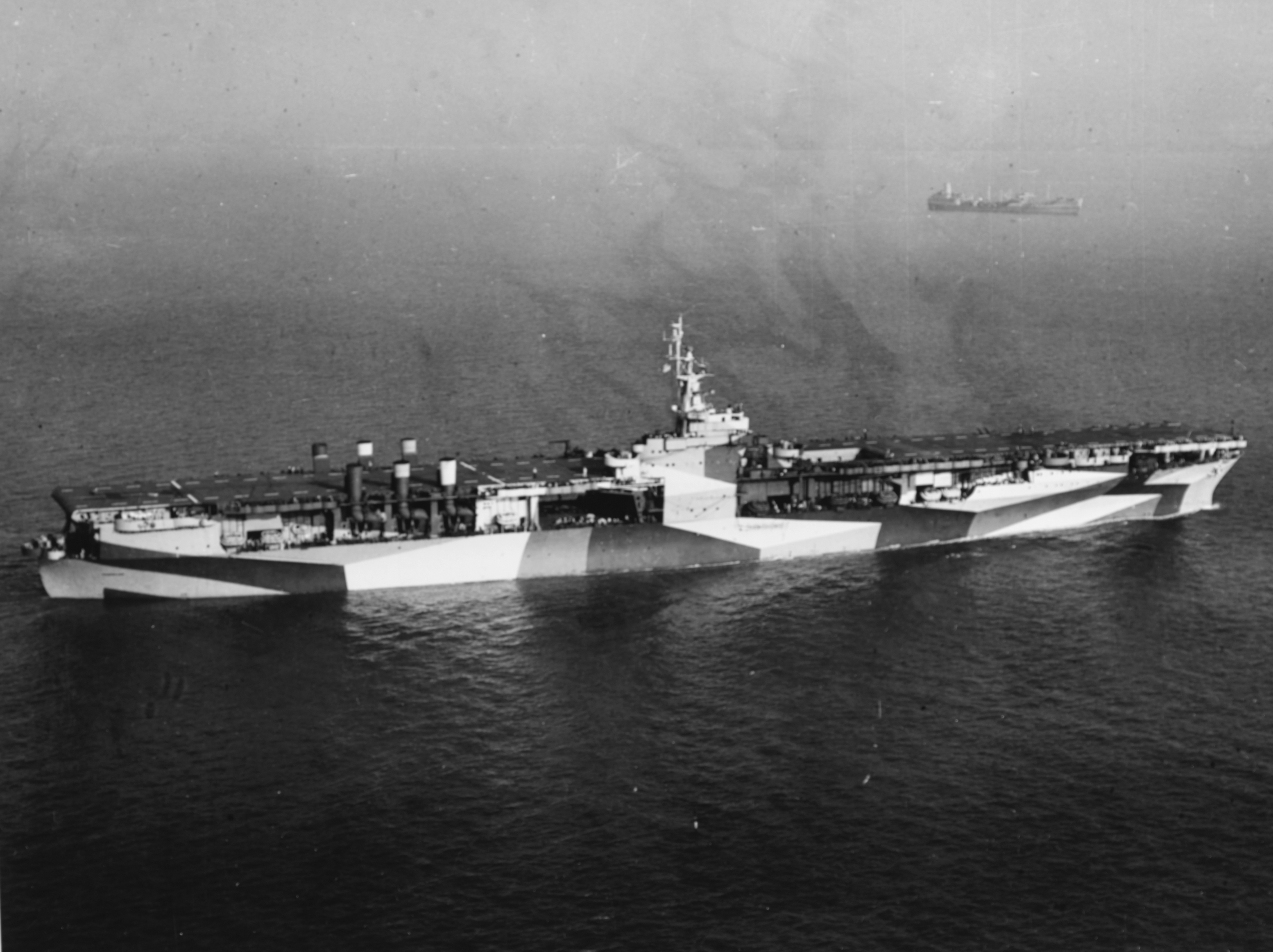
Авіаносець «Рейнджер» в поході, пофарбований у захисні кольори. 6 липня 1944 року

Після вводу в стрій та закінчення курсу бойової підготовки авіаносець в середині 1935 року пішов у Тихий океан. В 1939 році корабель повернули до складу Атлантичного флоту.
Одним з наслідків війни в Європі став наказ президента Рузвельта від 5 вересня 1939 року про встановлення нейтральної зони навколо американського континенту та про організацію тут патрульної служби. «Рейнджер» в квітні 1941 року увійшов до складу Центрально-Атлантичного «Патруль нейтралітету», перетвореного з 1 вересня в Північно-Атлантичний патруль (з базою на Бермудських островах). Фактично «Нейтральний патруль» був формою участі американського флоту у війні спільно з британським флотом без офіційного оголошення війни. США звільнили англійців від необхідності ескортувати конвої в західній частині Атлантики, взявши на себе цю задачу. Рейнджер", «Уосп», «Йорктаун» увійшли до оперативного з'єднання TG7.3 разом з важкими крейсерами та 11-ю ескадрою есмінців.
Після вступу США у війну з Німеччиною до серпня 1942 року «Рейнджер» займався пошуком підводних човнів в Центральній Атлантиці. В травні-липні він залучався до перекидання винищувачів в Гану для британських ВПС. В листопаді забезпечував висадку союзних військ в районі Касабланки в ході Північно-Африканської десантної операції. Літаки авіаносця завдали серйозних пошкоджень французькому лінкору «Жан Бар».
З серпня до грудня 1943 року «Рейнджер» входив до складу британського флоту метрополії, брав участь в операціях з порушення німецького судноплавства біля берегів Норвегії. У ході нальоту на порт Буде 4 жовтня американська авіагрупа потопила 4 транспорти, втративши 5 своїх літаків. Це була остання бойова операція «Рейнджера». З квітня 1944 року він використовувався як навчальний корабель для підготовки екіпажів нічних винищувачів. У 1945 році авіаносець брав участь у випробуваннях літаків ДРЛС.
Був виведений зі складу флоту 18 жовтня 1946 року та проданий на злам 28 січня 1947 року.
«Рейнджер» виявився єдиним американським авіаносцем, який всю війну залишався в Атлантиці, де в основному використовувався як авіатранспорт та навчальний корабель.